# 松田修
松田 修（まつだ おさむ、1927年10月1日 - 2004年2月6日）は、日本の国文学者、文芸評論家。国文学研究資料館名誉教授。近世文学専攻。

## 経歴
京都大学卒業、同大学院に学ぶ。福岡女子大学助教授を経て、国文学研究資料館教授、法政大学教授を務めた。井原西鶴の研究から始まり、芸能史、民俗学の知見を踏まえ、近世文化における闇の部分を評論家的な筆致で論じ、広末保とともに影響を与えた。映画論も書いた。著作集全8巻がある。
2004年2月6日、午後0時20分、死去。

## 教え子
- 中込重明 （元法政大学講師、国文学）

## 著書
- 『日本近世文学の成立 異端の系譜』（法政大学出版局、1963年）
- 『靠身文書　歌集』（でん書房、1966年）
- 『装飾古墳　歌集』（私家版、1967年）
- 『刺青・性・死 逆光の日本美』（平凡社、1972年）
- 『日本の旅人10 十返舎一九　東海道中膝栗毛』（淡交社、1973年）
- 『日本芸能史論考』（法政大学出版局、1974年）
- 『闇のユートピア』（新潮社、1975年）
- 『蔭の文化史』（集英社、1976年）
- 『映像の無頼たち 映画論集』（劇書房、1977年）
- 『日本逃亡幻譚 補陀落世界への旅』（朝日新聞社、1978年）
- 『非在への架橋 文芸評論集』（講談社、1978年）
- 『闇をうつす映画館 松田修の銀幕評論』（ブロンズ社、1979年）
- 『日本芸文の光と闇 対談集』（第三文明社、1980年）
- 『日本の異端文学』（講談社、1980年）
- 『「方丈記」を読む』馬場あき子 （講談社、1980年／のち講談社学術文庫）
- 『複眼の視座 日本近世史の虚と実』（角川選書、1981年）
- 『闇のユートピア』（新版）（白水社、1982年）
- 『日本刺青論』（青弓社、1989年）
- 『日本的聖性の機械学』（思潮社、1989年）
- 『江戸異端文学ノート』（青土社、1993年）
- 『異形者の力』（青玄社、1994年）
- 『松田修著作集』全8巻 （右文書院、2002年 - 2003年）

## 編著
- 『証言 佐世保'68・1・21』（創言社、1968年）
- 『講座日本文学　西鶴』（堤精二共編 至文堂、1978年）
- 『日本文学新史 近世』（至文堂、1986年）

## 校注等
- 『上方洒落本集』（西日本国語国文学会翻刻双書刊行会、1963年）
- 『井原西鶴集 2』（宗政五十緒、暉峻康隆共校注・訳 小学館（日本古典文学全集）、1973年）
- 『陰徳太平記』（香川正矩、下房俊一共訳 教育社新書、1980年）
- 『好色一代男』井原西鶴 （新潮社（新潮日本古典集成）、1982年）
- 『新日本古典文学大系 75 伽婢子』浅井了意 （渡辺守邦、花田富二夫共校注 岩波書店、2001年）